# Sieghardt Rydzewski
Sieghardt Rydzewski (* 20. Februar 1953 in Merzdorf, Kreis Hainichen) ist ein deutscher Politiker (Bündnis Deutschland, zuvor SPD und AfD). Er war von 1998 bis 1999 Mitglied des Thüringer Landtages und von 2000 bis 2012 Landrat des Landkreises Altenburger Land.

## Leben und Beruf
Nach der Ausbildung zum Baufacharbeiter 1972 leistete er den Wehrdienst ab. Anschließend absolvierte er eine Meisterausbildung und begann 1976 ein fünfjähriges Pädagogikstudium. Im selben Jahr wurde er zum Lehrobermeister berufen. 1981 schied er, nach eigenen Angaben aus politischen Gründen, aus diesem Beruf aus und arbeitete bis 1990 als Tankwart. Von 1990 bis 1994 war er Regionalvertriebsleiter einer Mineralölgesellschaft. Danach arbeitete er drei Jahre lang als Vertriebsleiter für das Gebiet der Bundesrepublik in einer Firma für Heiztechnik.
Rydzewski ist verheiratet und hat vier Kinder.

## Politik
Am 1. Dezember 1998 trat Rydzewski als SPD-Abgeordneter im Thüringer Landtag die Mandatsnachfolge für Peter Friedrich an, der im Oktober in den Bundestag gewählt worden war. Rydzewski wurde mit Beginn der dritten Wahlperiode am 1. Oktober 1999 nach nur zehn Monaten durch seine Partei nicht wieder auf die Wahlliste gesetzt. 
Bei der Landratswahl im Jahr 2000 ging er im Landkreis Altenburger Land als Sieger hervor. Im Mai 2006 wurde der SPD-Politiker wieder gewählt. Im November des gleichen Jahres trat er aus der Partei aus. In seiner Neujahrsrede 2011 schlug Rydzewski eine Umgliederung des Altenburger Landes von Thüringen nach Sachsen vor. Er kandidierte bei der Landratswahl 2012 als parteiloser Einzelbewerber und unterlag in der Stichwahl knapp der Linkenpolitikerin Michaele Sojka. Rydzewski war als Landrat bis Juni 2012 Vorsitzender des Verwaltungsrates der Sparkasse Altenburger Land.
Bei der Bundestagswahl 2013 bewarb er sich im Wahlkreis Greiz – Altenburger Land als Kandidat der Alternative für Deutschland um das Direktmandat. Er erhielt 6,0 % der Erststimmen und war somit bundesweit der erfolgreichste Direktkandidat der AfD. Im April 2014 trat Rydzewski aus der AfD aus.
Seit 2024 ist Rydzewski Mitglied der Partei Bündnis Deutschland. Im September 2024 trat er auf der Landesliste für seine Partei bei der Thüringer Landtagswahl an.